# Balanophyllia (Balanophyllia) europaea
Balanophyllia (Balanophyllia) europaea is een rifkoralensoort uit de familie van de Dendrophylliidae. De wetenschappelijke naam van de soort is voor het eerst geldig gepubliceerd in 1826 door Risso.